# District de Penonomé
Le district de Penonomé est l'une des divisions qui composent la province de Coclé, au Panama. Au recensement de 2010, il comptait 85 737 habitants.

## Crédit d'auteurs
- (es) Cet article est partiellement ou en totalité issu de l’article de Wikipédia en espagnol intitulé « Distrito de Penonomé » (voir la liste des auteurs).